# Òrgan (anatomia)
Un òrgan o orgue, en un un organisme pluricel·lular, és un conjunt de teixits units en una unitat estructural per complir una funció comuna. En la jerarquia de la vida, un òrgan es troba entre el teixit i un sistema d'òrgans. Els teixits es formen a partir de cèl·lules del mateix tipus per actuar junts en una funció. Els teixits de diferents tipus es combinen per formar un òrgan que té una funció específica. La paret intestinal, per exemple, està formada per teixit epitelial i teixit muscular llis. Dos o més òrgans que treballen junts en l'execució d'una funció específica del cos formen un sistema d'òrgans, també anomenat sistema biològic o sistema corporal.
Els teixits d'un òrgan es poden classificar a grans trets com a parènquima, el teixit funcional, i l'estroma, el teixit estructural amb funcions de suport, connectivitat o auxiliars. Per exemple, el teixit de la glàndula que fa les hormones és el parènquima, mentre que l'estroma inclou els nervis que innerven el parènquima, els vasos sanguinis que l'oxigenen i l'alimenten i s'emporten els seus residus metabòlics i els teixits connectius que proporcionen un lloc adequat per situar-lo i ancorar-lo. Els principals teixits que formen un òrgan acostumen a tenir orígens embriològics comuns, com ara el sorgir de la mateixa capa germinativa. Els òrgans existeixen en la majoria d'organismes pluricel·lulars. En els organismes unicel·lulars com els membres dels eucariotes, l'anàleg funcional d'un òrgan es coneix com a orgànul. A les plantes, hi ha tres òrgans principals.
El nombre d'òrgans en qualsevol organisme depèn de la definició utilitzada. Segons una definició àmpliament adoptada, s'han identificat 79 òrgans al cos humà.

## Animals

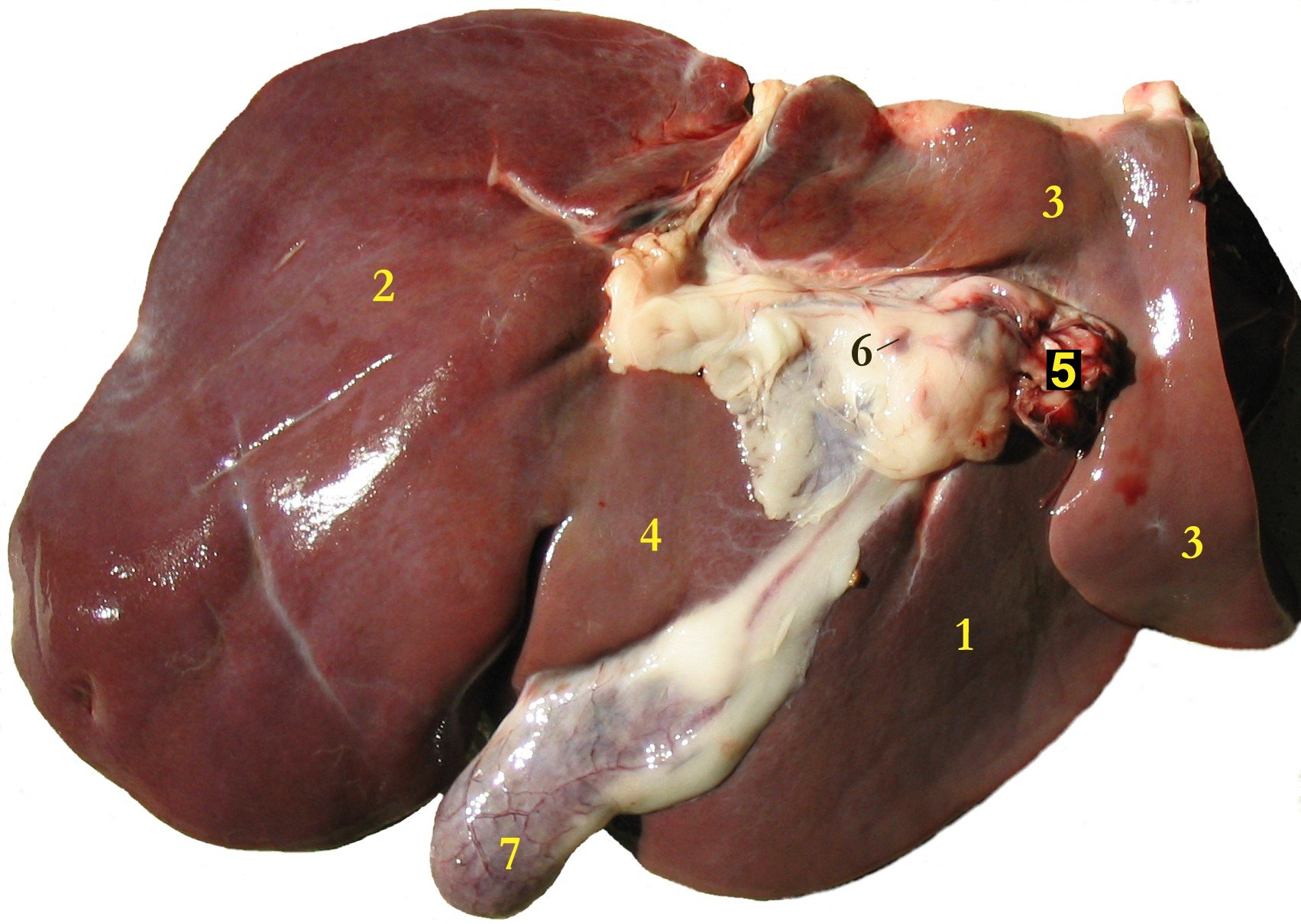
El fetge i la vesícula biliar d'una ovella

Excepte els placozous, els animals pluricel·lulars, inclosos els humans, tenen una varietat d'òrgans. Aquests sistemes específics són àmpliament estudiats en anatomia humana. Les funcions d'aquests sistemes d'òrgans sovint comparteixen una superposició significativa. Per exemple, el sistema nerviós i el sistema endocrí funcionen mitjançant un òrgan compartit, l'hipotàlem. Per aquest motiu, els dos sistemes es combinen i s'estudien com el sistema neuroendocrí. El mateix passa amb el sistema musculoesquelètic a causa de la relació entre els sistemes muscular i esquelètic.
- Sistema cardiovascular : bomba i canalitza la sang cap a i des del cos i els pulmons amb el cor, la sang i els vasos sanguinis.
- Aparell digestiu : digestió i processament dels aliments amb glàndules salivals, esòfag, estómac, fetge, vesícula biliar, pàncrees, intestins, còlon, mesenteri, recte i anus.
- Sistema endocrí : comunicació dins del cos mitjançant hormones fetes per glàndules endocrines com l'hipotàlem, la glàndula pituïtària, el cos pineal o la glàndula pineal, la tiroide, les paratiroides i les glàndules suprarenals, és a dir, les glàndules suprarenals.
- Aparell excretor : ronyons, urèters, bufeta i uretra implicats en l'equilibri de líquids, l'equilibri electròlit i l'excreció de l'orina.
- Sistema limfàtic : estructures implicades en la transferència de la limfa entre els teixits i el torrent sanguini, la limfa i els ganglis i vasos que la transporten, inclòs el sistema immunitari : defensa dels agents causants de malalties amb leucòcits, amígdales, adenoides, tim i melsa.
- Sistema tegumentari : pell, pèl i ungles dels mamífers. També escates de peixos, rèptils i ocells, i plomes d'ocells.
- Sistema muscular : moviment amb músculs.
- Sistema nerviós : recull, transfereix i processa informació amb el cervell, la medul·la espinal i els nervis.
- Aparell reproductor : els òrgans sexuals, com els ovaris, els oviductes, l'úter, la vulva, la vagina, els testicles, els conductes deferents, les vesícules seminals, la pròstata i el penis.
- Aparell respiratori : els òrgans utilitzats per a la respiració, la faringe, la laringe, la tràquea, els bronquis, els pulmons i el diafragma.
- Sistema esquelètic : suport estructural i protecció amb ossos, cartílags, lligaments i tendons.

### Vísceres
En l'estudi de l'anatomia, les vísceres (sg. viscus) es refereixen als òrgans interns de les cavitats abdominal, toràcica i pèlvica. Els òrgans abdominals es poden classificar com a òrgans sòlids o òrgans buits . Els òrgans sòlids són el fetge, el pàncrees, la melsa, els ronyons i les glàndules suprarenals. Els òrgans buits de l'abdomen són l'estómac, els intestins, la vesícula biliar, la bufeta i el recte. A la cavitat toràcica, el cor és un òrgan buit i muscular. L'esplancnologia és l'estudi de les vísceres. El terme "visceral" es contrasta amb el terme " parietal ", que significa "de o relacionat amb la paret d'una part del cos, òrgan o cavitat ". Els dos termes s'utilitzen sovint per descriure una membrana o un tros de teixit conjuntiu, referint-se als costats oposats.

### Evolució

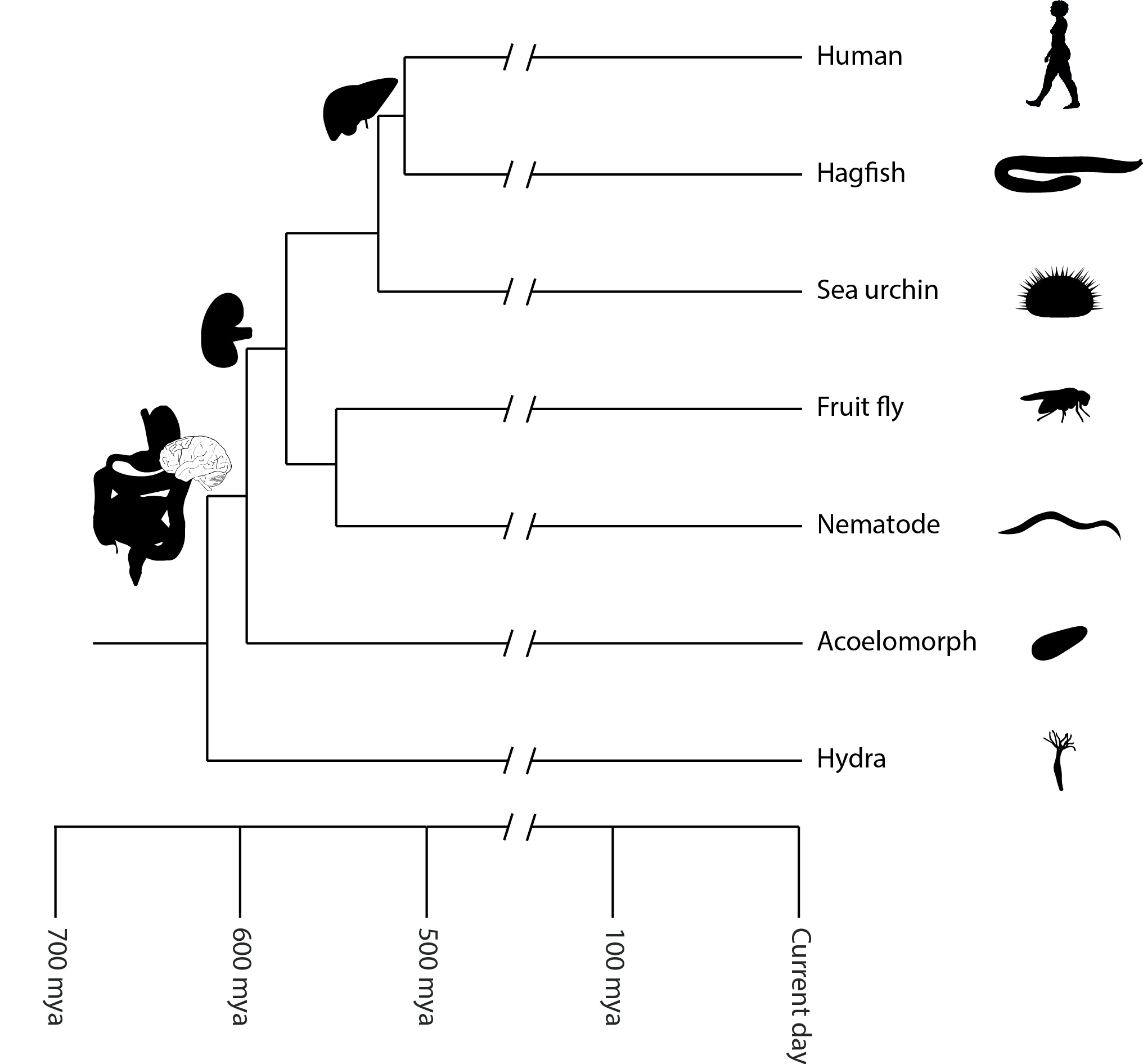
Relació dels principals llinatges d'animals amb indicació de quant de temps fa aquests animals compartien un avantpassat comú. A l'esquerra es mostren òrgans importants, la qual cosa ens permet determinar quant de temps fa que poden haver evolucionat.

El nivell d'organització dels òrgans en animals es pot detectar primer en els cucs plans i els fils més derivats, és a dir, els bilaterians. Els tàxons menys avançats (és a dir, Placozoa, Porifera, Ctenophora i Cnidaria ) no mostren la consolidació dels seus teixits en òrgans.
Els animals més complexos estan formats per diferents òrgans, que han anat evolucionant al llarg del temps. Per exemple, el fetge i el cor van evolucionar als cordats fa uns 550-500 milions d'anys, mentre que l'intestí i el cervell són encara més antics, sorgint en l'avantpassat dels vertebrats, insectes, mol·luscs i cucs fa uns 700-650 milions d'anys.
Tenint en compte l'origen antic de la majoria d'òrgans de vertebrats, els investigadors han buscat sistemes models, on els òrgans han evolucionat més recentment i, idealment, han evolucionat diverses vegades de manera independent. Un model destacat per a aquest tipus d'investigació és la placenta, que ha evolucionat més de 100 vegades de manera independent en els vertebrats, ha evolucionat relativament recentment en alguns llinatges i existeix en formes intermèdies en els tàxons existents. Els estudis sobre l'evolució de la placenta han identificat una varietat de processos genètics i fisiològics que contribueixen a l'origen i l'evolució dels òrgans, aquests inclouen la reutilització de teixits animals existents, l'adquisició de noves propietats funcionals per part d'aquests teixits i noves interaccions. de diferents tipus de teixits.

## Plantes

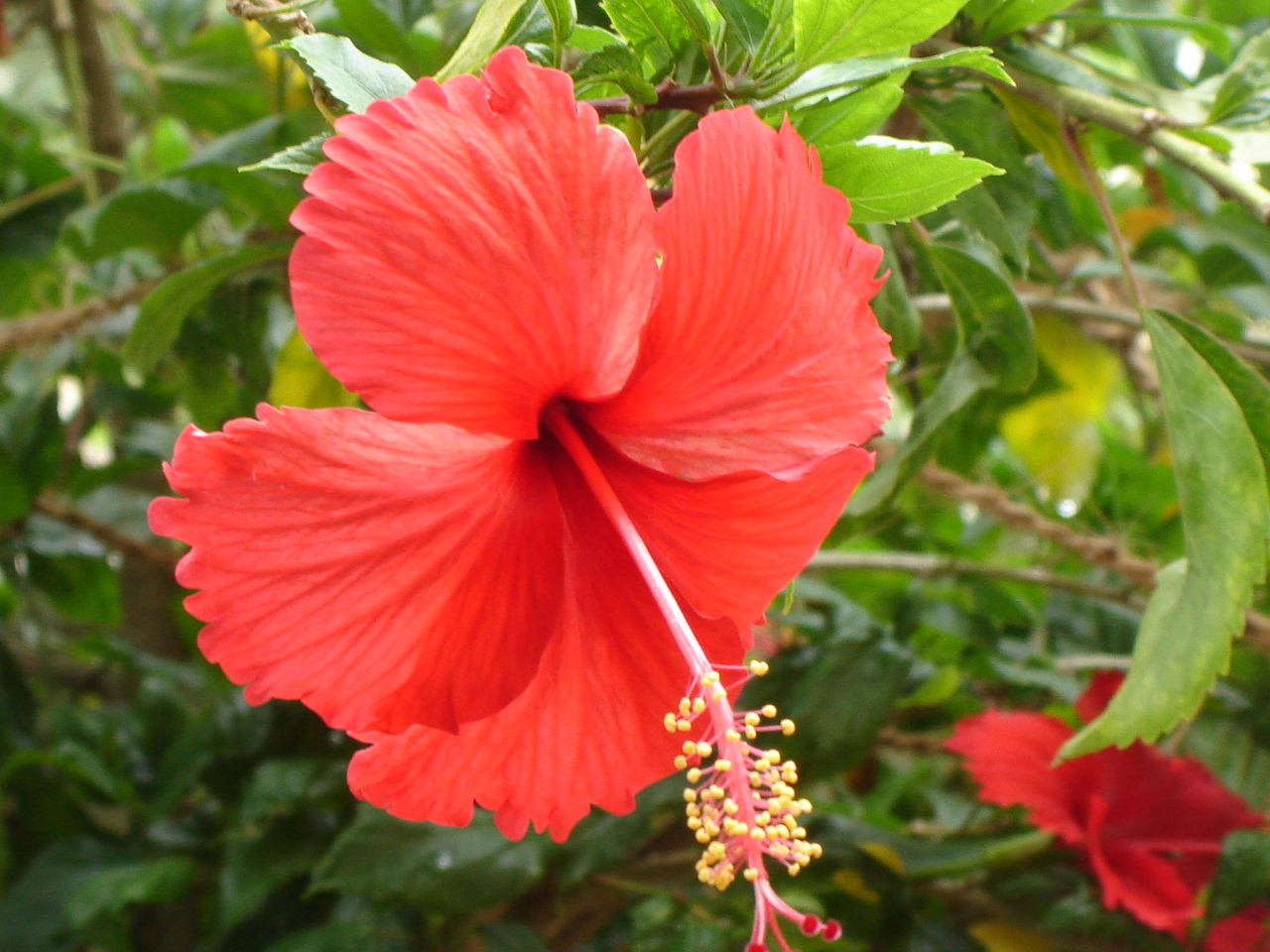
La flor és l'òrgan reproductor d'angiospermes. Aquesta flor d'hibisc és hermafrodita i conté estams i pistils.

L'estudi dels òrgans vegetals és la morfologia vegetal. Els òrgans de les plantes es poden dividir en vegetatius i reproductius. Els òrgans vegetatius de les plantes inclouen arrels, tiges i fulles. Els òrgans reproductors són variables. En les plantes amb flor, estan representades per la flor, la llavor i el fruit. A les coníferes, l'òrgan que porta les estructures reproductives s'anomena estròbil. En altres divisions (phyla) de les plantes, els òrgans reproductors s'anomenen estròbil, a Lycopodiophyta, o simplement gametòfors a les molses. Les designacions comunes del sistema d'òrgans a les plantes inclouen la diferenciació de brot i arrel. Totes les parts de la planta sobre el sòl (en els no epífits), inclosos els òrgans de fulles i flors funcionalment diferents, es poden classificar junts com el sistema d'òrgans de brot.
Els òrgans vegetatius són essencials per mantenir la vida d'una planta. Als animals hi poden haver 11 sistemes d'òrgans, però a les plantes n'hi ha molts menys, i alguns fan les funcions vitals, com la fotosíntesi, mentre que els òrgans reproductors són essencials per a la reproducció. Tanmateix, si hi ha reproducció vegetativa asexual, els òrgans vegetatius són els que creen la nova generació de plantes (vegeu colònia clonal).

## Societat i cultura
Moltes societats tenen un sistema de donació d'òrgans, en el qual l'òrgan d'un donant viu o mort es trasplanta a una persona amb un òrgan fallit. El trasplantament d'òrgans sòlids més grans sovint requereix immunosupressió per prevenir el rebuig d'òrgans o la malaltia de l'empelt contra l'hoste.
Hi ha un interès considerable arreu del món en la creació d'òrgans cultivats en laboratori o artificials.

### Transplantaments
A partir del segle XX els trasplantaments d'òrgans van començar a tenir lloc a mesura que els científics coneixien l'anatomia dels òrgans. Aquests van arribar més tard, ja que els procediments sovint eren perillosos i difícils. Tant la font com el mètode d'obtenció de l'òrgan per trasplantar són qüestions ètiques importants a tenir en compte, i com que els òrgans com a recursos per al trasplantament són sempre més limitats que la demanda, en l'anàlisi ètica hi intervenen nocions de justícia, inclosa la justícia distributiva. Aquesta situació continua mentre el trasplantament depèn dels donants d'òrgans en lloc de la innovació tecnològica, les proves i la fabricació industrial.

## Història

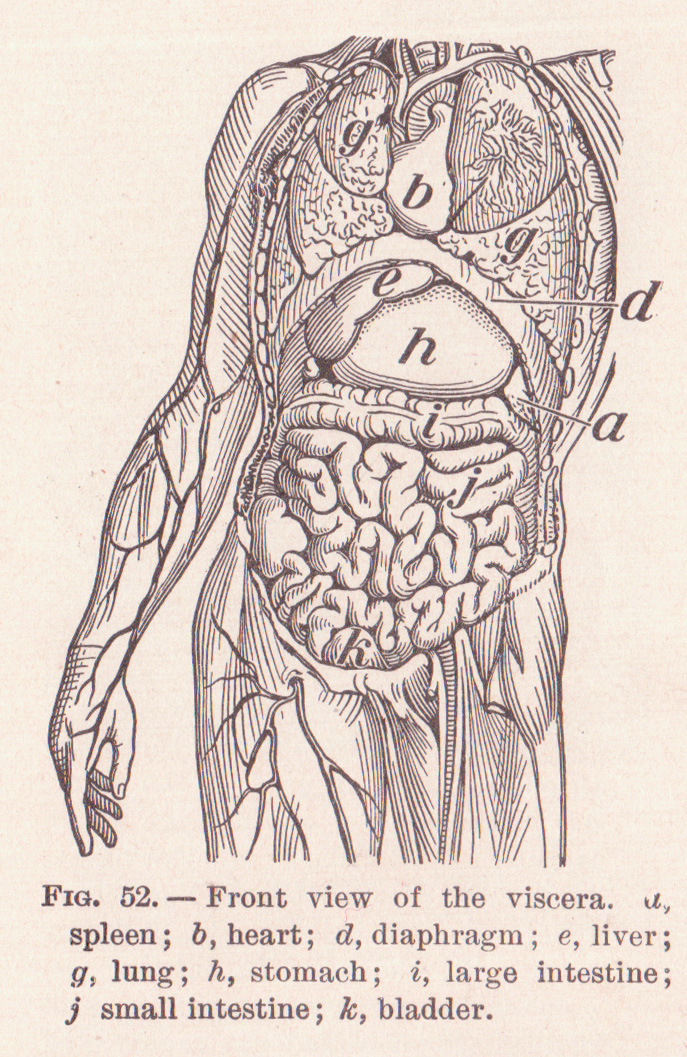
Vísceres humanes

La paraula "orgue" es remunta al segle XII i fa referència a qualsevol instrument musical. A finals del segle XIV, el significat del terme musical s'havia reduït per referir-se específicament a l'instrument basat en el teclat. Al mateix temps, va sorgir un segon significat, en referència a una “part del cos adaptada a una funció determinada”.
Els òrgans de les plantes estan fets de teixits formats per diferents tipus de teixits. Els tres tipus de teixits són sòlids, vasculars i dèrmics. Quan hi ha tres o més òrgans, s'anomena sistema d'òrgans.
L'adjectiu visceral, també esplàcnic, s'utilitza per a qualsevol cosa relacionada amb els òrgans interns. Històricament, els sacerdots pagans romans examinaven les vísceres dels animals com els harúspex o els àugurs per endevinar el futur per la seva forma, dimensions o altres factors. Aquesta pràctica continua sent un ritual important en algunes societats tribals remotes.
El terme "visceral" contrasta amb el terme "parietal", que significa "de o relacionat amb la paret d'una part del cos, òrgan o cavitat". Els dos termes s'utilitzen sovint per descriure una membrana o un tros de teixit connectiu, referint-se als bàndols oposats.

### Antiguitat
Aristòtil va utilitzar la paraula amb freqüència en la seva filosofia, tant per descriure els òrgans de plantes o animals (per exemple, les arrels d'un arbre, el cor o el fetge d'un animal), com per descriure "parts" més abstractes d'un tot interconnectat (per exemple, les seves obres lògiques, considerades com un tot, s'anomenen Òrganon).
Alguns alquimistes (per exemple, Paracels) van adoptar l'assignació de la càbala hermètica entre els set òrgans vitals i els set planetes clàssics de la següent manera:
| Planeta | Òrgan           |
| ------- | --------------- |
| Sol     | Cor             |
| Lluna   | Cervell         |
| Mercuri | Pulmons         |
| Venus   | Ronyons         |
| Mart    | Vesícula biliar |
| Júpiter | fetge           |
| Saturn  | Melsa           |

La medicina tradicional xinesa reconeix onze òrgans, associats amb els cinc elements tradicionals xinesos i amb el yin i el yang, de la següent manera:
| Element | Yin Yang | Òrgan           |
| ------- | -------- | --------------- |
| Fusta   | yin      | fetge           |
| Fusta   | yang     | vesícula biliar |
| Foc     | yin      | cor             |
| Foc     | yang     | intestí prim    |
| Terra   | yin      | melsa           |
| Terra   | yang     | estómac         |
| Metall  | yin      | pulmons         |
| Metall  | yang     | intestí gros    |
| Aigua   | yin      | ronyons         |
| Aigua   | yang     | bufeta          |

Els xinesos van associar els cinc elements amb els cinc planetes (Júpiter, Mart, Venus, Saturn i Mercuri) de la mateixa manera que els planetes clàssics estaven associats amb diferents metalls. La distinció yin i yang s'aproxima a la noció moderna d'òrgans sòlids i buits.